# Werner Possardt
Werner Possardt (12. duben 1951 Schwabmünchen – 31. prosinec 2004 Phuket) byl německý herec, scenárista a režisér. Po vystudování herecké školy hrál v několika divadlech a v roce 1977 se poprvé objevil před televizními kamerami. Celý život měl zdravotní problémy, v roce 2000 podstoupil transplantaci ledvin. V roce 2004 se při tsunami v Thajsku zranil a na následky zranění o několik dní později zemřel ve věku 53 let.

## Filmografie
Jako herec:
- Pravda přijde nakonec – 2002
- Dobrodružství kriminalistiky – 1989
- Cirkus Humberto – 1988
- Detektivbüro Roth – 1986
- Frau für gewisse Stunden, Eine – 1985
- Lindenstraße – 1985
- Schwarzwaldklinik, Die – 1985

Jako režisér:
- XAVER – 1986